# 존 스튜어트 (배우)

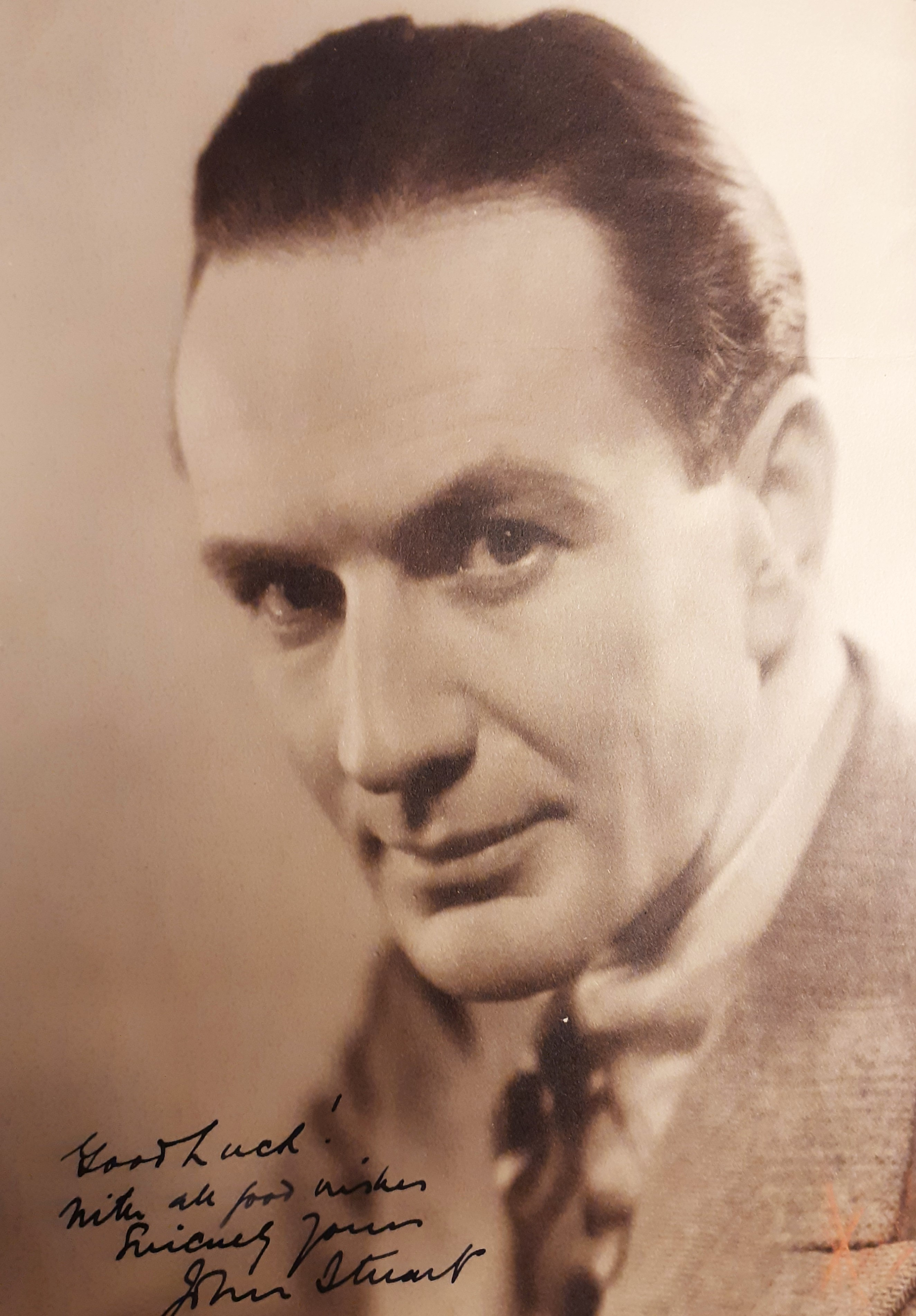

존 스튜어트(John Stuart, 1898년 7월 18일 ~ 1979년 10월 17일)는 영국의 배우, 영화배우이다.
에든버러에서 태어났으며 런던에서 사망하였다.

## 영화
- 대강탈 (1984년)
- 슈퍼맨 (1978년)
- 젊은 날의 처칠 (1972년)
- 편집증 (1963년)
- 비스마르크호를 격침하라 (1960년)
- 저주받은 도시 (1960년)
- 미이라 (1959년)
- 프랑켄슈타인의 복수 (1958년)
- 블러드 오브 더 뱀파이어 (1958년)
- 링어 (1952년)
- 열 개의 인디언 인형 (1949년)
- 17번지 (1932년)
- 엘스트리 콜링 (1930년)
- 프리주어 가든 (1925년)